# Snowmass Village
Snowmass Village ist eine Town im US-Bundesstaat Colorado und Teil des Pitkin County. Die Einwohnerzahl betrug bei der Volkszählung 2010 2826. Als beliebter Wintersportort zum Skifahren und Snowboarden ist die Stadt als Standort des Snowmass-Skigebiets bekannt, dem größten der vier nahe gelegenen Skigebiete, die gemeinsam als Aspen/Snowmass betrieben werden. Im Jahr 2010 verzeichnete die zufällige Entdeckung von versteinerten Elementen eines pleistozänen Ökosystems im eiszeitlichen Seebett am Ziegler Reservoir durch einen Bulldozerfahrer (allgemein als Snowmastodon-Fundstelle bezeichnet) Snowmass Village auf der paläontologischen Landkarte Nordamerikas.

## Geschichte
Das Gebiet wurde in den 1910er Jahren von europäischstämmigen Amerikanern besiedelt. Das Snowmass-Skigebiet wurde am 16. Dezember 1967 eröffnet. Das neue Skigebiet stellte den Olympiamedaillengewinner Stein Eriksen als Leiter der Skischule ein. Neben seiner Erfahrung als Skifahrer und Skilehrer brachte Stein Eriksen eine Aura von europäischem Glamour in das neue Skigebiet.
Der berüchtigte Serienmörder Ted Bundy entführte und ermordete Caryn Campbell am 12. Januar 1975 in Snowmass Village. Ihre Leiche wurde später entlang der Owl Creek Straße in der Nähe der heutigen Facilities Maintenance Division gefunden.
1977 wurde Snowmass Village als Gemeinde gegründet. Heute erlebt Snowmass Village einen Bauboom, da neue Eigentumswohnungen, Luxushäuser, Villen am Berghang und das Base Village in jüngster Zeit errichtet wurden. 

## Demografie
Nach einer Schätzung von 2019 leben in Snowmass Village 2732 Menschen. Die Bevölkerung teilte sich im Jahr auf in 92,5 % Weiße, 0,1 % Afroamerikaner und 1,4 % mit zwei oder mehr Ethnizitäten. Hispanics oder Latinos machten 5,0 % der Bevölkerung aus. Das mittlere Haushaltseinkommen lag bei 75.317 US-Dollar und die Armutsquote bei 5,4 %.
| Jahr | Einwohner¹ |
| ---- | ---------- |
| 1980 | 999        |
| 1990 | 1449       |
| 2000 | 1822       |
| 2010 | 2826       |

¹ 1980 – 2010: Volkszählungsergebnisse

## Wirtschaft
Die lokale Wirtschaft wird vom Skitourismus dominiert. Die Immobilien in Snowmass Village sind, wie die in Aspen, viel teurer als der US-Durchschnitt. Einfamilienhäuser sind selten unter 2 Mio. US-Dollar erhältlich. In der zweiten Hälfte des Jahres 2020 wurde das durchschnittliche Einfamilienhaus in Snowmass Village für 4 Millionen Dollar verkauft, verglichen mit 11 Millionen Dollar in Aspen.